# Energimineral
Energimineral är naturligt förekommande råmaterial som avger energi. Energimineraler omfattar fossila bränslen, vilka avger energi vid förbränning, som råolja, naturgas, kol, oljeskiffer och torv. Det omfattar också mineraler som avger energi vid kärnreaktioner, som uran och torium.